# Förenade arabemiraten
Förenade arabemiraten (arabiska: دولة الإمارات العربية المتحدة, Dawlat al-Imarat al-Arabiyya al-Muttahida; engelska: United Arab Emirates, UAE), är ett land på östra Arabiska halvön, med kust framför allt mot Persiska viken, men även mot Omanbukten. Landet gränsar till Oman i öster och Saudiarabien i söder, samt delar sjögränser med Qatar och Iran. År 2013 var Förenade arabemiratens totala befolkning 9,2 miljoner varav 1,4 miljoner var emiratier och 7,8 miljoner utlänningar.
Landet etablerades den 2 december 1971 och är en federation bestående av sju emirat (motsvarande furstendömen). Varje emirat styrs av en härskare, som har ärvt sin titel, som tillsammans med övriga bildar det federala högsta rådet, det högsta lagstiftande och verkställande organet i landet. En av härskarna väljs till president i Förenade arabemiraten. De ingående emiraten är Abu Dhabi, Ajman, Dubai, Fujayra, Ras al-Khayma, Sharja och Umm al-Qaywayn. Abu Dhabi är huvudstad i Förenade arabemiraten. Islam är den officiella religionen och arabiska är det officiella språket. Sharialagar är en betydande källa till Förenade arabemiratens lagar. Utdömda straff i Förenade arabemiraten inkluderar offentlig halshuggning, stening, amputation, korsfästning och piskrapp. Allvarliga brott omfattar inte bara internationellt erkända brott som mord, våldtäkt, stöld, narkotika och rån, utan också kätteri, äktenskapsbrott, homosexualitet, häxeri och trolldom.
År 1962 blev Abu Dhabi det första av emiraten att exportera olja. Den numera avlidna Shejk Zayed, härskare över Abu Dhabi och den första presidenten i Förenade arabemiraten, övervakade utvecklingen av emiraten och styrde oljeintäkter till sjukvård, utbildning och infrastruktur. Idag rankas Förenade arabemiratens oljereserv som den sjunde största i världen, tillsammans med världens sjuttonde största naturgasreserv. Dess folkrikaste stad, Dubai, har framträtt som ett affärscentrum och en världsstad.

## Historia
Mellan år 2600 f.Kr. och 2000 f.Kr. existerade en bronsålderskultur, Umm an-Nar-kulturen, i Förenade arabemiraten och norra Oman. Wadi Suq-kulturen (2000-1600 f.Kr.) som följde efter den sofistikerade Umm an-Nar-kulturen innebar en nedgång. Den sista bronsåldersfasen (1600–1300 f.Kr.) har bara vagt identifierats i form av några få bosättningar. Denna sista bronsåldersfas följdes av en boom då det underjordiska bevattningssystemet (falaj) introducerades i lokalsamhällena under järnåldern (1300–300 f.Kr.).
Den kanske tidigaste självständiga staten i området var möjligen kungariket Uman, som existerade i nuvarande Förenade arabemiraten och norra Oman omkring Mleiha från cirka 100-talet f.Kr. till 200-talet e.Kr.
Områdets hade historiskt sällan organiserade riken, då dess inre behärskades av nomadiska beduinstammar, och dess kuster av omkringliggande stormakter. 
Persiska vikens kust behärskades tidigt av perserna och av europeiska sjöfarare, som portugiserna. Området var känt som Piratkusten när sjörövare härjade där. Senare kallades området för Fördragskusten, Trucial Coast. År 1892 tog britterna kontroll över området (protektorat) (de så kallade Fördragsstaterna, engelska Trucial States).
Den 2 december 1971 enades sex av dess fördragsstater (emiraten Abu Dhabi, Ajman, Fujayra, Sharja, Dubai och Umm al-Qaywayn) att bryta banden med det brittiska inflytandet och bilda Förenade arabemiraten. 1972 anslöt sig även Ras al-Khayma. Ursprungligen var tanken att Förenade arabemiraten skulle bestå av nio emirat, men emiraten Bahrain och Qatar valde istället att bli självständiga stater.
Gemensam styrelse är de regerande emirerna i ett högsta råd. Samhällsstrukturen i dessa arabiska schejkdömen är fortfarande starkt konservativ med tyngdpunkt på beduinernas gamla klan- och stamtillhörighet. Politiska partier och demokratiskt valda politiska organ saknas. Utrikespolitiskt har området närmat sig Saudiarabien och deltog i FN-alliansens krigföring mot Irak 1990.
Förenade arabemiraten är medlem i följande internationella organisationer: Förenta nationerna, Arabförbundet, OIC (Organization of the Islamic Conference), OPEC, OAPEC, GCC och Islamiska utvecklingsbanken.

## Geografi
Förenade arabemiraten ligger i Sydvästasien, och gränsar till Omanbukten och Persiska viken, väster om Oman och öster om Saudiarabien. Landet har en platt och kal kust som leder in i sanddynerna i ett stort ökenlandskap med berg i öst. Öken täcker över 90% av landet. Landet har en strategisk position längs södra Hormuzsundet vilket gör det till en viktig transitplats för råolja.
Gränsdragningarna mellan Saudiarabien och Förenade arabemiraten från 1974 och 1977 gjordes aldrig offentliga, därför är den exakta gränsen mellan länderna enbart känd för respektive regeringar. Längs kustområdet finns ungefär 200 öar varav den största är al-Jirab.

### Klimat
Förenade arabemiraten har ett tropiskt klimat med regn- och torrperiod. Nederbördsmängden är mycket liten och kommer i generellt ganska liten skala i januari, februari och mars, det är regnfritt april–november. Varje år kommer cirka 100 millimeter regn. Temperaturer ligger ofta över 40 grader Celsius under dagarna under sommarmånaderna, men är lägre under vintern. Luftfuktigheten i kuststäderna Dubai, Sharja och Abu Dhabi är mycket hög, över 85 % under sommarmånaderna.
|                                            | Jan | Feb | Mar | Apr | Maj | Jun | Jul | Aug | Sep | Okt | Nov | Dec |
| ------------------------------------------ | --- | --- | --- | --- | --- | --- | --- | --- | --- | --- | --- | --- |
| Normaldygnets maximitemperaturs medelvärde | 22  | 23  | 26  | 31  | 36  | 37  | 39  | 39  | 37  | 33  | 30  | 25  |
| Normaldygnets minimitemperaturs medelvärde | 14  | 15  | 17  | 20  | 24  | 26  | 29  | 30  | 27  | 23  | 19  | 16  |
|                                            |     |     |     |     |     |     |     |     |     |     |     |     |
| Nederbörd                                  | 11  | 18  | 12  | 0   | 0   | 0   | 0   | 0   | 0   | 0   | 0,2 | 18  |

| Diagram | temperaturer i °C • månadsnederbörd i mm • Källa: World Climate Weatherbase | temperaturer i °C • månadsnederbörd i mm • Källa: World Climate Weatherbase | temperaturer i °C • månadsnederbörd i mm • Källa: World Climate Weatherbase | temperaturer i °C • månadsnederbörd i mm • Källa: World Climate Weatherbase | temperaturer i °C • månadsnederbörd i mm • Källa: World Climate Weatherbase | temperaturer i °C • månadsnederbörd i mm • Källa: World Climate Weatherbase | temperaturer i °C • månadsnederbörd i mm • Källa: World Climate Weatherbase | temperaturer i °C • månadsnederbörd i mm • Källa: World Climate Weatherbase | temperaturer i °C • månadsnederbörd i mm • Källa: World Climate Weatherbase | temperaturer i °C • månadsnederbörd i mm • Källa: World Climate Weatherbase | temperaturer i °C • månadsnederbörd i mm • Källa: World Climate Weatherbase | temperaturer i °C • månadsnederbörd i mm • Källa: World Climate Weatherbase |
|         | 11 22 14                                                                    | 18 23 15                                                                    | 12 26 17                                                                    | 0 31 20                                                                     | 0 36 24                                                                     | 0 37 26                                                                     | 0 39 29                                                                     | 0 39 30                                                                     | 0 37 27                                                                     | 0 33 23                                                                     | 0 30 19                                                                     | 18 25 16                                                                    |

## Styre och politik

### Författning och styre
De sju delstaterna i Förenade arabemiraten är som landets namn visar samtliga emirat. Emirerna väljer bland sig en president som fungerar som landets statschef. Eftersom emiraten är ärftliga monarkier och det är emirerna som väljer en av dem själva till president brukar även federationen räknas som en monarki. Politiken i landet kan liknas vid elitism, ungefär 10–15 % av befolkningen är medborgare och har privilegier som garanterar rikedom och skydd i domstol. 
Förenade arabemiraten beskrivs ofta som en "autokrati". Förenade arabemiraten rankas dåligt i frihetsindex som mäter medborgerliga friheter och politiska rättigheter. Förenade arabemiraten rankas årligen som "Inte fri" i Freedom House årliga frihet i världen rapport, som mäter medborgerliga friheter och politiska rättigheter.

### Administrativ indelning

#### Enklaver och exklaver
Inne i Förenade arabemiraten finns den omanska enklaven Madha, som ligger halvvägs mellan Musandamhalvön och resten av Oman, på vägen mellan Dubai och Hatta i emiratet Sharja. Det täcker omkring 75 km² och gränsen beslutades 1969. 
I det omanska Mahda finns i sin tur kontraenklaven Nahwa, som tillhör Förenade arabemiraten. Nahwa ligger omkring åtta kilometer väst om staden New Madha och består av omkring 40 hus, en lokal sjukstuga och telefoncentral.[källa behövs]

#### Emirat
| Emirat                                              | Arabiskt namn                                       | Huvudstad      | Areal km² | Invånare 2008 | Flagga |
| --------------------------------------------------- | --------------------------------------------------- | -------------- | --------- | ------------- | ------ |
| Abu Dhabi                                           | أبو ظبي                                             | Abu Dhabi      | 73 060    | 1 559 000     |        |
| Ajman                                               | عجمان                                               | Ajman          | 260       | 237 000       |        |
| Dubai                                               | دبي                                                 | Dubai          | 3 900     | 1 596 000     |        |
| Fujayra                                             | الفجيرة                                             | Fujayra        | 1 300     | 143 000       |        |
| Ras al-Khayma                                       | رأس الخيمة                                          | Ras al-Khayma  | 1 700     | 231 000       |        |
| Sharja                                              | الشارقة                                             | Sharja         | 2 600     | 946 000       |        |
| Umm al-Qaywayn                                      | أم القيوين                                          | Umm al-Qaywayn | 780       | 53 000        |        |
| Förenade arabemiraten دولة الإمارات العربية المتحدة | Förenade arabemiraten دولة الإمارات العربية المتحدة | Abu Dhabi      | 83 600    | 4 765 000     |        |

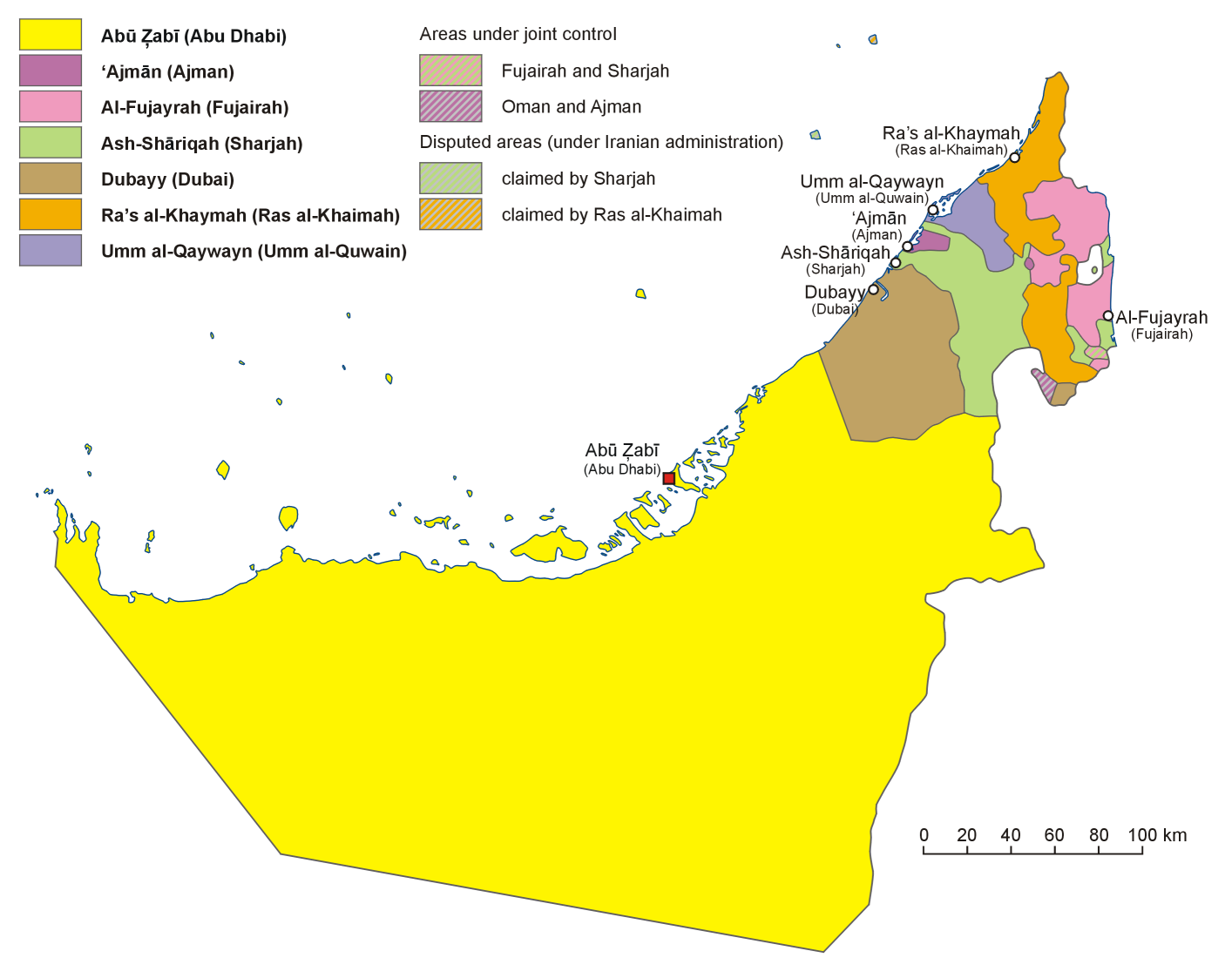
Karta över Förenade arabemiraten med de olika emiraten markerade.

Siffrorna i ovanstående tabell är baserade på uppskattningar 1 juli 2008.
Samtliga emirat består av en stad med samma namn som emiratet där Abu Dhabi med 73 060 km2 är det största emiratet och upptar 87% av federationens totala yta och Ajman det minsta (260 km2).

## Ekonomi och infrastruktur
Från att ha tillhört jordens fattigaste områden har de små schejkdömena genom export av olja och naturgas (här finns världens största reserver) på kort tid nått en hög levnadsstandard. Förenade arabemiraten hör i dag till världens rikaste länder räknat i BNP per capita. Ekonomin domineras av oljeutvinning och handel.
Den begränsade inhemska befolkningen medger ett generellt välstånd för landets medborgare, även om klyftorna mellan emiraten är betydande. Olja och gas, industriell expansion, en kraftigt växande servicesektor, turism, flygtrafik och logistik samt ökad handel är grunden till den snabba utvecklingen. Den ekonomiska utvecklingen i landet har dock nått betydligt längre i Abu Dhabi och Dubai än i övriga emirat.
Den internationella organisationen Transparency International placerade år 2018 Förenade arabemiraten på första plats bland länderna i arabvärlden i sitt Corruption Perception Index. Av de 180 länder som rankades hamnade Förenade arabemiraten på plats 23. Indexet är ett mått på den upplevda graden av korruption i ett land. Förenade arabemiraten placerade sig högre än ett tiotal EU-länder, däribland Italien, Spanien, Portugal och Grekland.

### Näringsliv
I World Economic Forums rapport över världens mest konkurrenskraftiga ekonomier hamnade Förenade arabemiraten år 2015–2016 på plats 17 av 148 länder. I Världsbankens rapport ”Doing Business 2017” rankades Förenade arabemiraten år 2016 som det 26:e mest konkurrenskraftiga landet av 190 länder.

#### Energi och råvaror
Uppskattningsvis finns tio procent av jordens kända oljereserver (sjätte största källan i världen) och nära fem procent av världens naturgasreserver (sjunde största fyndigheten) i FAE.

#### Industri
Oljeindustrin har sedan 1970-talet expanderat oerhört kraftigt. Den har sitt centrum i Abu Dhabi och i den gamla handelsstaden Dubai, som blivit områdets finansmetropol.

### Infrastruktur
Överskotten från oljeindustrin har investerats i infrastruktur och används för att bekosta offentliga utgifter för vård, skola och försvar istället för skatter. Resterande överskott har placerats i stora statliga oljefonder som placerar i värdepapper och fastigheter inom och utom landet. Det råder svår brist på grundvatten och man har byggt stora anläggningar där havsvatten avsaltas.

#### Transporter
Som ett av världens finanscenter med enorma finansiella resurser har emiraten Dubais flygbolag Emirates snabbt blivit ett av världens mest lönsamma och större bolag. Emiratet Abu Dhabi svarade med att bilda flygbolaget Etihad Airways som snabbt har öppnat nya flyglinjer runt hela världen. Man satsar stort på flygindustrin. Sharja har utmärkt sig som en av världens största flygplatser för fraktflyg, Dubai International Airport är en av världens snabbaste växande flygplatser och båda ligger ett par mil ifrån varandra.[källa behövs]

## Befolkning
Fram till 1960-talet levde här mest boskapsskötande nomader, jordbrukare i oaserna (dadelpalm), fiskare (tidigare bedrevs också pärlfiske) och handelsmän. Huvuddelen av invånarna är araber och numera bor de flesta i städerna, som byggts ut mycket snabbt i en arabisk-västerländsk blandarkitektur. Islamisk lag (sharia) gäller i varierande grad inom de olika emiratens rättskipning.

### Demografi

#### Större städer
Dubai är landets överlägset största stad med cirka 1,35 miljoner invånare enligt folkräkningen 2006, följt av Sharja (685 000), Abu Dhabi (630 000), Al Ain (350 000), Ajman (202 000) och Ras al-Khayma (130 000).

#### Urbanisering
Emiraten är glest befolkade. Omkring 89% av befolkningen bor i städer, resterande bor i små byar som ligger utspridda i landet eller i oljefältbosättningarna ute i öknen.[källa behövs]

#### Minoriteter
Omkring 19 procent av befolkningen utgörs av den lokala arabiska nationaliteten, emiratier, och 23 procent av andra araber och iranier. Femtio procent av befolkningen är sydasiater (pakistanier och indier) och 8 procent är andra nationaliteter inklusive väst- eller östasiater.

### Språk
Landets officiella språk är arabiska, dessutom förekommer persiska, engelska, hindi och urdu i betydande omfattning. På grund av att större delen av befolkning har skilda modersmål så dominerar engelskan som det gemensamma språket (lingua franca).

### Religion
Islam är statsreligion. Majoriteten av medborgarna är sunnimuslimer och många av dem bekänner sig till wahhabismen.

## Internationella rankningar
| Organisation                                | Undersökning                   | Bedömning                                  | Rankning   |
| ------------------------------------------- | ------------------------------ | ------------------------------------------ | ---------- |
| Heritage Foundation/The Wall Street Journal | Ekonomisk frihet-index 2019    | 77,60 (Mostly free)                        | 9 av 180   |
| Reportrar utan gränser                      | World Press Freedom Index 2019 | 40,86 (0 är bäst)                          | 119 av 180 |
| Transparency International                  | Korruptionsindex 2018          | 70 (0 är väldigt korrupt-100 väldigt rent) | 23 av 180  |
| FN:s utvecklingsprogram                     | Human Development Index 2018   | 0,866 - very high human development        | 35 av 189  |

## Galleri

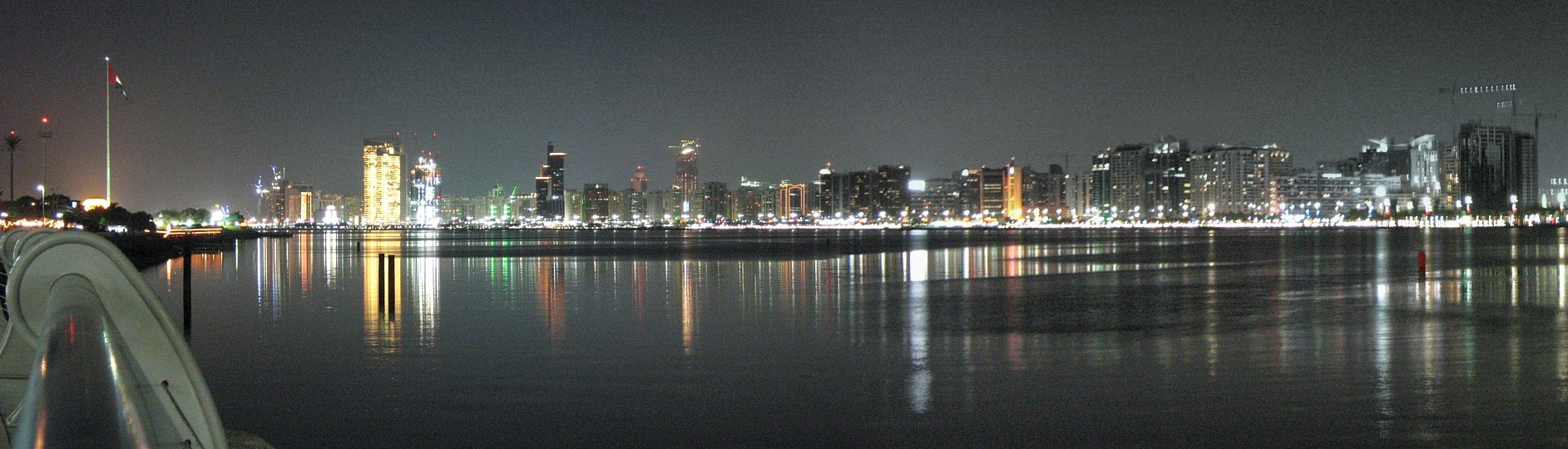
Panoramavy över huvudstaden Abu Dhabi.
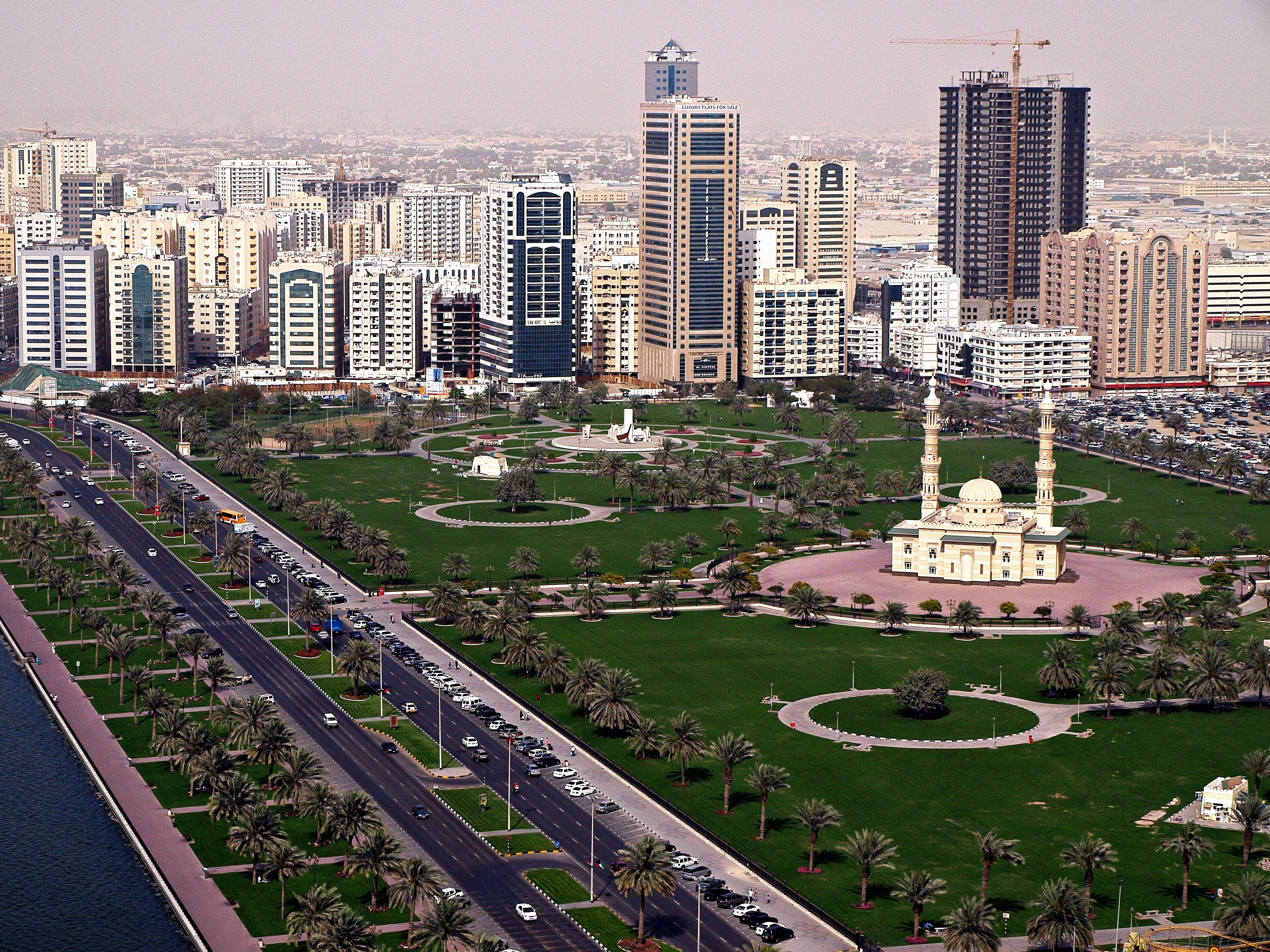
Cornichen i Abu Dhabi.
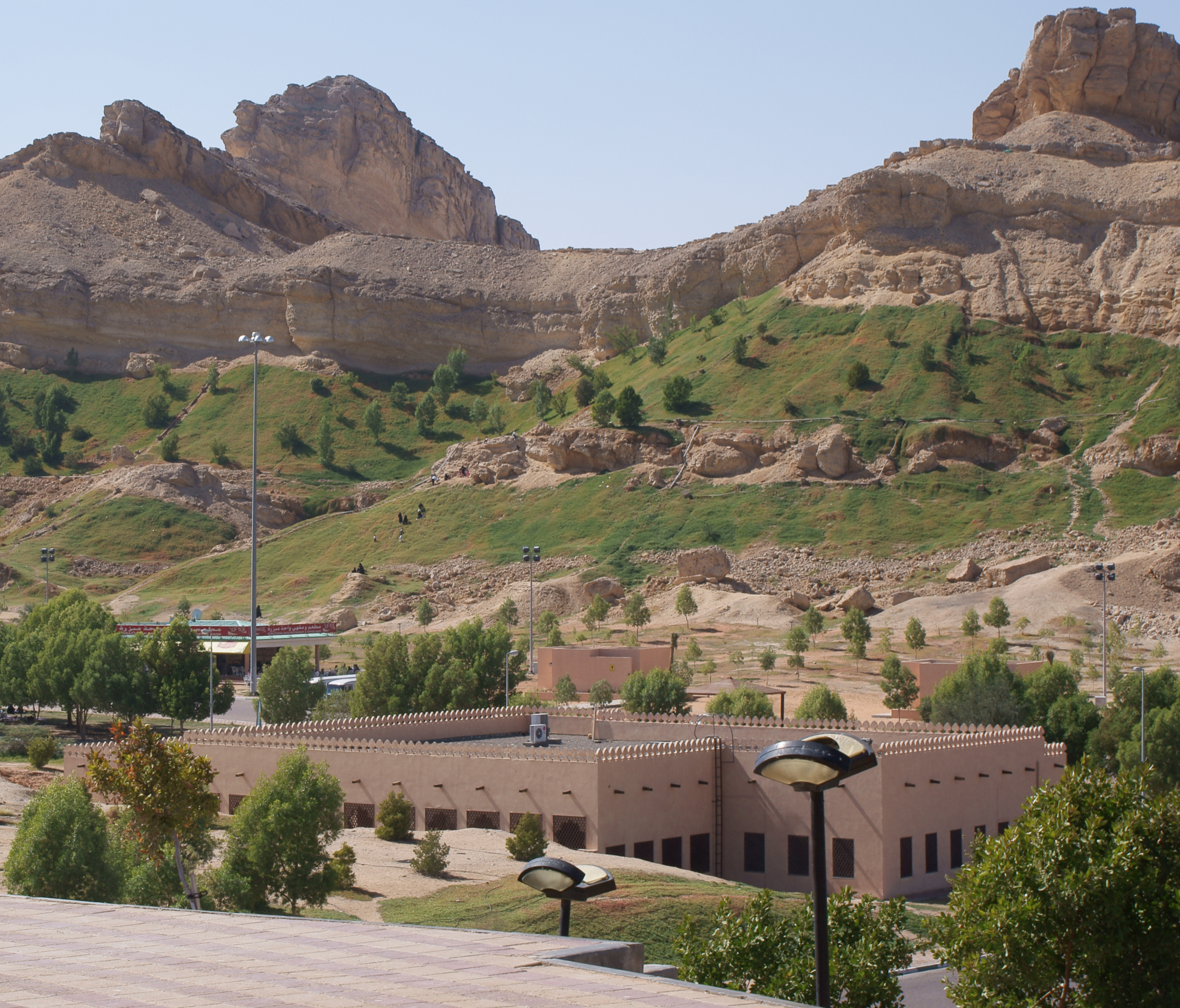
Bild från Al Ain (Abu Dhabi).
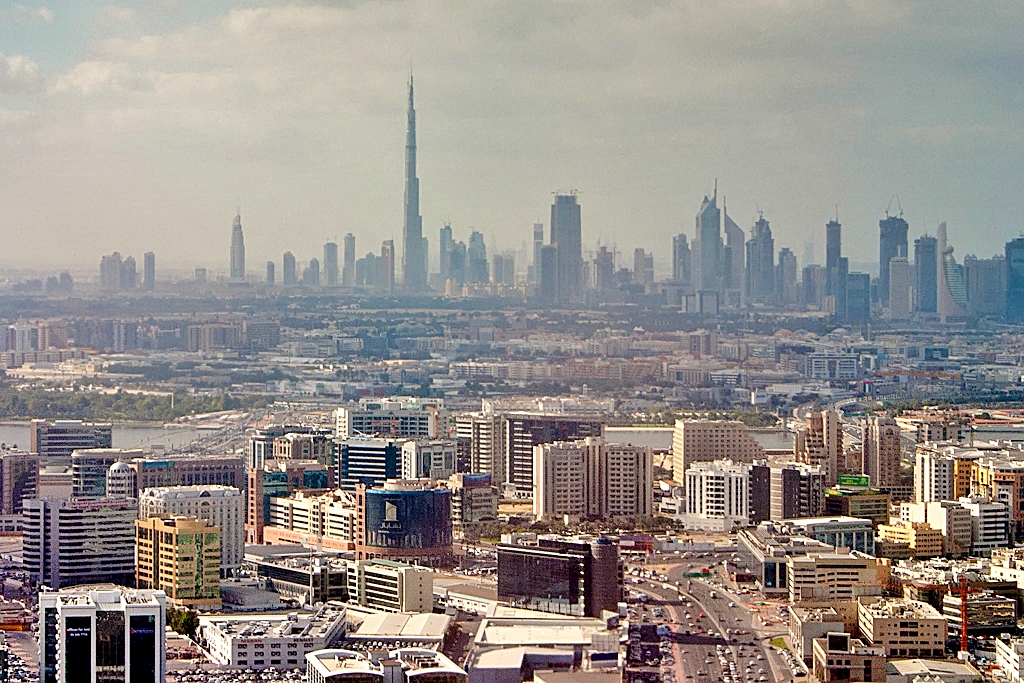
Dubai med det 828 meter höga Burj Khalifa i center (världens högsta byggnad).
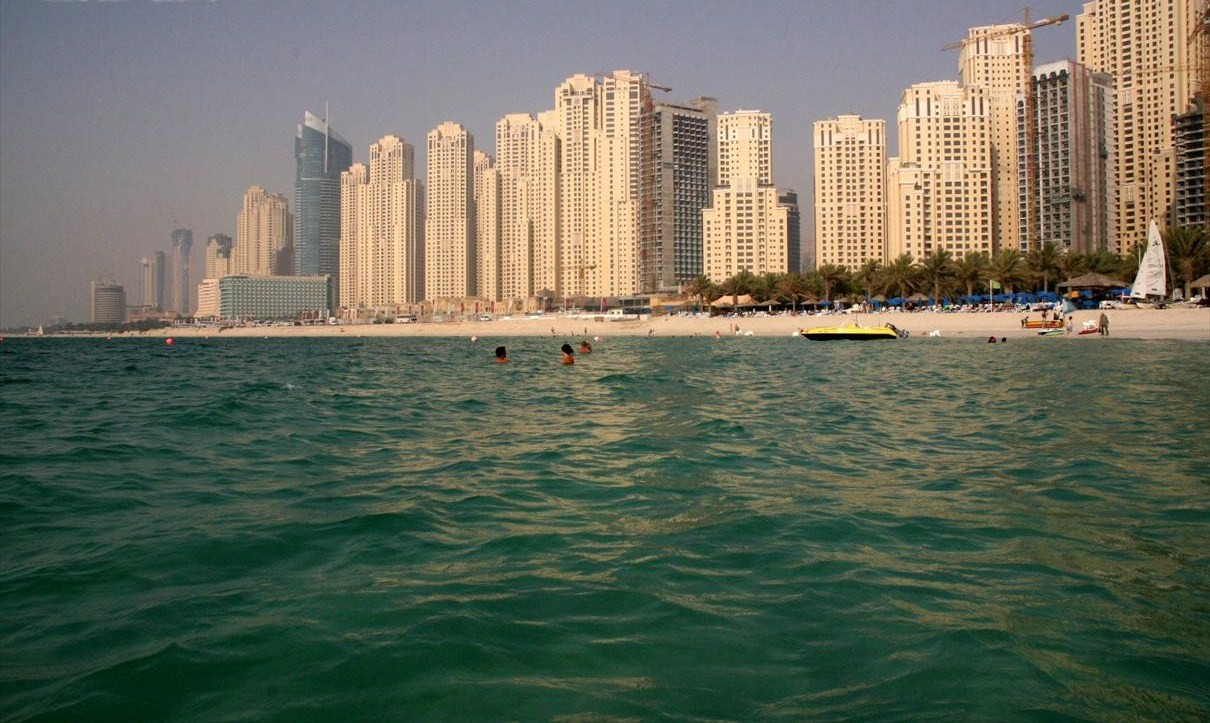
Dubais södra delar (Jumeirah Beach Residence).
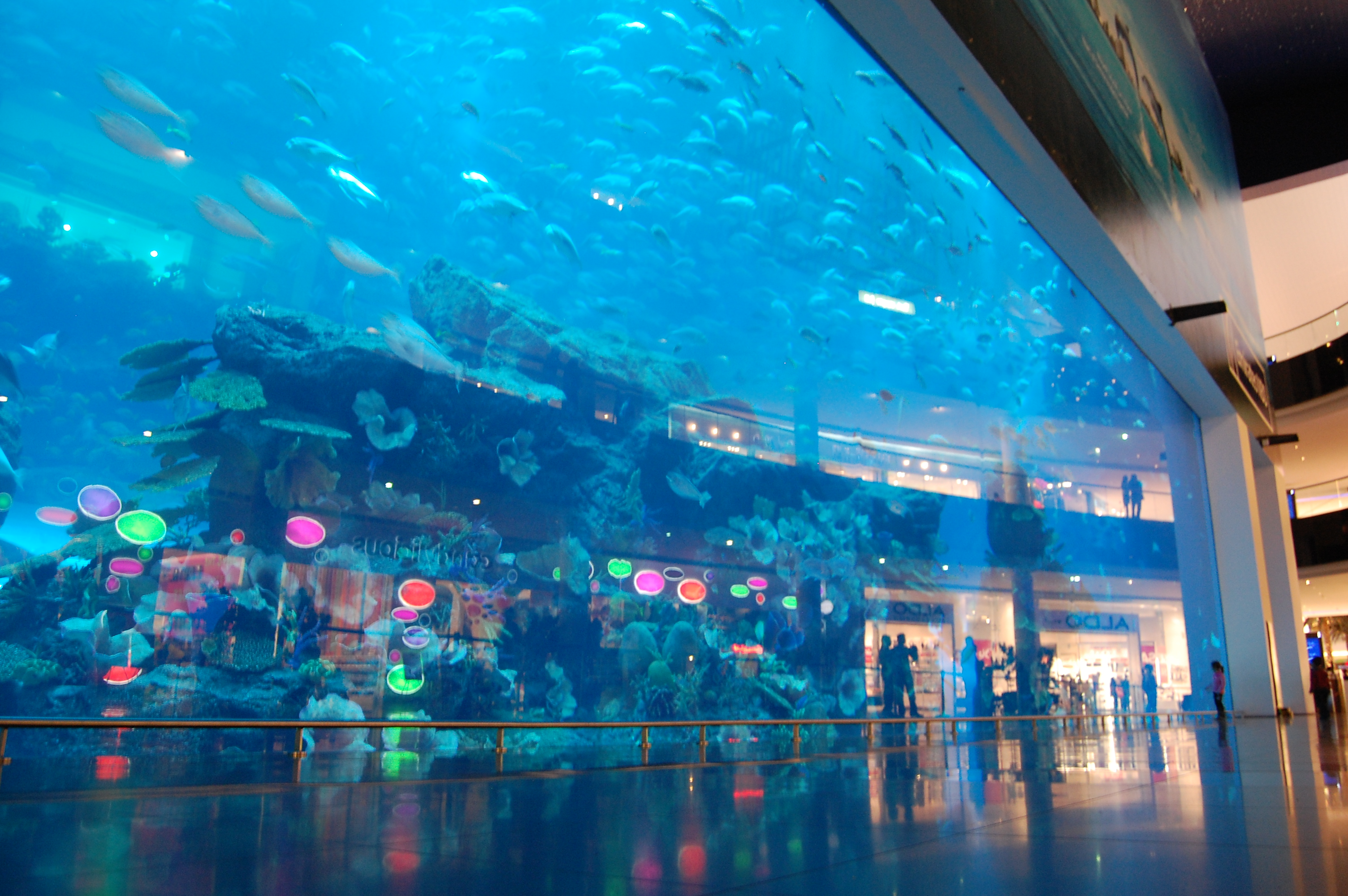
Dubai Mall med sitt akvarium.
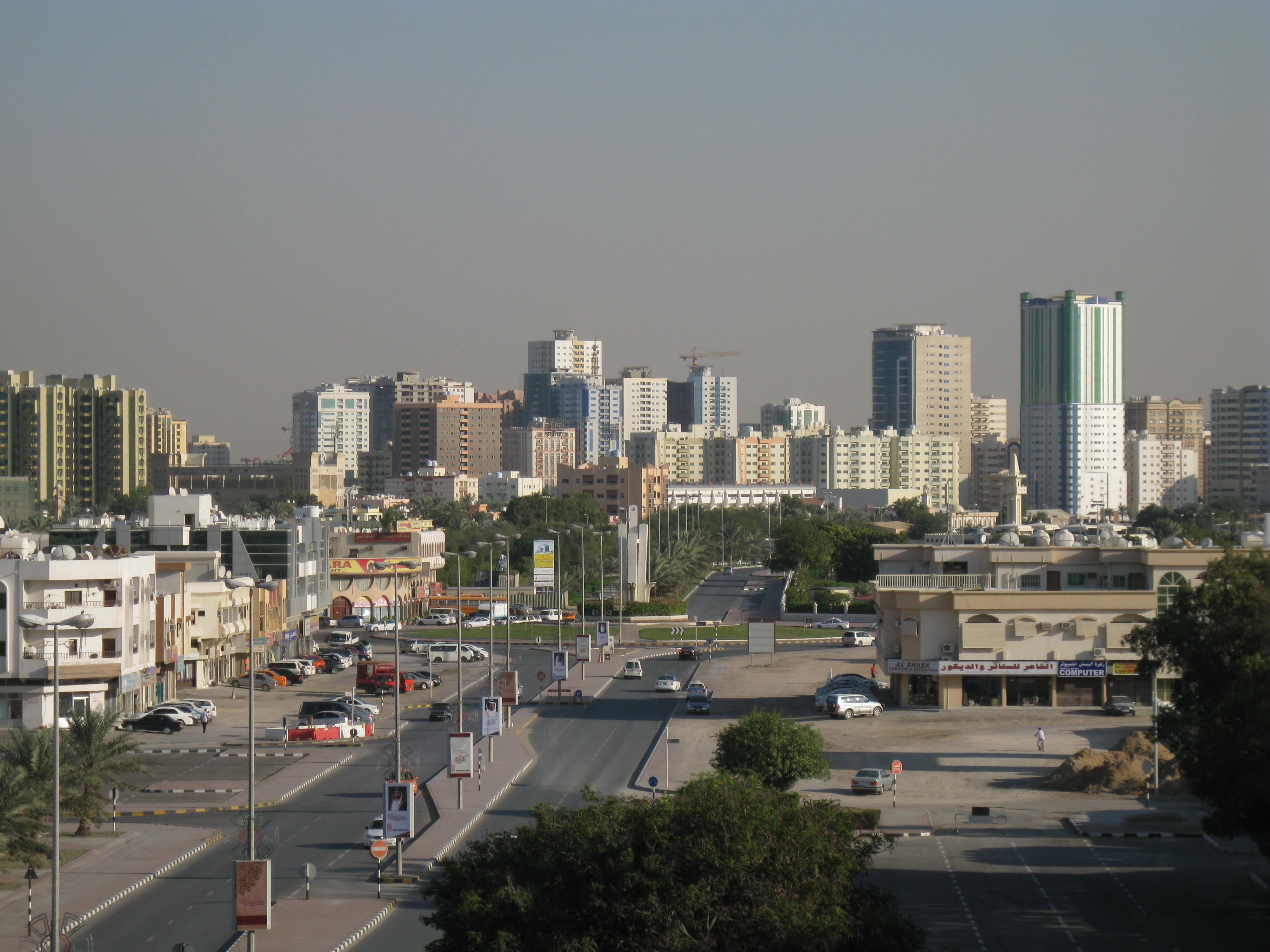
Gatubild från Ajman.
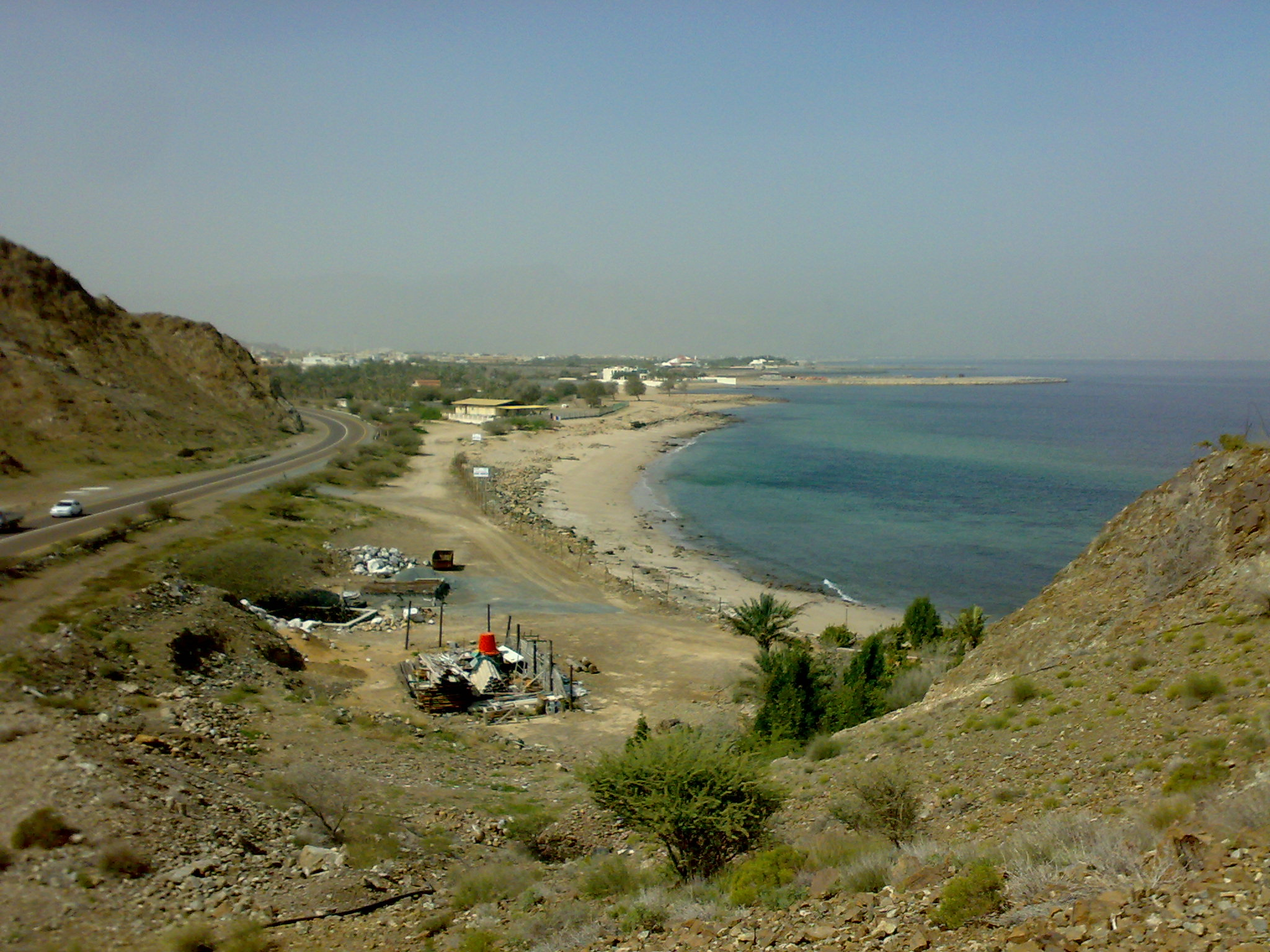
Fujayra, vy över Dibba.